# Gudmund Restad
Gudmund Olav Restad (* 19. Dezember 1937 in Skaun, Sør-Trøndelag; † 18. September 2021) war ein norwegischer Politiker der Senterpartiet (Sp). Von Oktober 1997 bis März 2000 war er der Finanzminister seines Landes, von 1985 bis 2001 Abgeordneter im Storting.

## Leben
Restad arbeitete von 1955 bis 1957 als Waldarbeiter. Nach dem Besuch der Polizeischule begann er im Jahr 1967 seine Tätigkeit als Polizeibeamter. Von 1973 bi 1975 unterrichtete er an der Polizeischule. In den Jahren 1979 bis 1985 fungierte er als Bürgermeister der Kommune Smøla.
Bei der Parlamentswahl 1985 zog er erstmals in das norwegische Nationalparlament Storting ein. Dort vertrat er den Wahlkreis Møre og Romsdal und wurde zunächst Mitglied im Justizausschuss. Nach der Wahl 1989 ging er in den Finanzausschuss über, wo er schließlich von 1993 bis 1997 als stellvertretender Vorsitzender fungierte. Zwischen 1989 und 1993 gehörte Restad zudem dem Fraktionsvorstand der Senterpartiet an.
Restad wurde am 17. Oktober 1997 zum Finanzminister in der neu gebildeten Regierung Bondevik I ernannt. Er übte das Amt bis zum Abgang der Regierung am 17. März 2000 aus. Nach seiner Zeit als Mitglied in der Regierung kehrte er in das Storting zurück. Dort fungierte er für die verbleibende Legislaturperiode als stellvertretender Vorsitzender des Verteidigungsausschusses. Im Herbst 2001 schied er aus dem Parlament aus.